# ホゼ・エスピノーザ
ホゼ・エスピノーザ（José L. Espinoza、1969年12月17日 - ）は、メキシコ・メキシコシティ出身で、アメリカ合衆国などで騎乗している騎手である。弟は同じくアメリカ合衆国などで騎乗している騎手のビクター・エスピノーザ。兄は元騎手のレオ・エスピノーザ。

## 来歴
実父の運営する牧場で競走馬と触れ合ううちに騎手を目指すようになり、地元メキシコのメキシコシティで騎手となった。メキシコ時代は主にクォーターホースの競馬に騎乗していた。
ホゼは先にアメリカ合衆国に進出していた弟のビクターに刺激され、1995年にホゼも同じ様に北米地区で騎乗するようになった。同年にカナダのノースランズパーク競馬場で見習騎手となり、20勝を挙げた。その後ビクターのいるカリフォルニア州に進出したものの、なかなか結果が出せなかった。
そのうちに「兄弟のどちらか片方は他の競馬場で乗るべきではないか」という声が競馬関係者より挙がり、これによりホゼは他の競馬場に本拠地を移動することとなり、1996年の夏よりワシントン州のエメラルドダウンズ競馬場を中心に騎乗することとなった。同競馬場在籍時代に結果を残し、同年に今度はニューヨーク州に本拠地を再度移して現在に至る。
1990年代後半には冬にはサウジアラビアで4年契約（ただし冬場のみの騎乗）で騎乗したが、同国とメキシコやアメリカ合衆国との生活習慣の違いを克服出来ずに途中帰国した。
通算成績は2011年11月14日現在で9490戦780勝。重賞勝利数は11勝。うちG1を2011年に1勝している。そのレースは6月のマンハッタンハンデキャップでミッションアプルーヴドに騎乗してのものであった。
収得賞金は2011年11月14日現在で3436万7083アメリカドル（日本円換算約27億9450万円）である。